# Condado de Cotton
O Condado de Cotton é um dos 77 condados do estado americano do Oklahoma. A sede do condado é Walters, que é também a sua maior cidade.
O condado tem uma área de 1663 km² (dos quais 14 km² estão cobertos por água), uma população de 6614 habitantes, e uma densidade populacional de 4 hab/km² (segundo o censo nacional de 2000). O condado foi fundado em 1912 e recebeu o seu nome a partir do  algodão (em inglês, cotton), a principal base económica do condado.